# Black Stone
BLACK STONE – dwudziesty pierwszy singel japońskiego artysty Gackta, wydany 27 kwietnia 2005 roku. Singel osiągnął 3 pozycję w rankingu Oricon i pozostał na listach przebojów przez 7 tygodni. Sprzedano 65 475 egzemplarzy.

## Lista utworów
Wszystkie utwory zostały napisane i skomponowane przez Gackt C.
| Nr | Tytuł                        | Aranżacja           | Czas |
| -- | ---------------------------- | ------------------- | ---- |
| 1. | "BLACK STONE"                | Gackt.C, Chachamaru | 3:23 |
| 2. | "Ash"                        | Gackt.C, Chachamaru | 4:40 |
| 3. | "BLACK STONE" (instrumental) | Gackt.C, Chachamaru | 3:22 |
| 4. | "Ash" (instrumental)         | Gackt.C, Chachamaru | 4:40 |